# Edoardo Orlando
Edoardo Orlando (Montebelluna, 11 maggio 1930) è un ex calciatore italiano, di ruolo difensore.

## Carriera
Debutta nei campionati regionali veneti con il Montebelluna. Nel 1953 passa al Padova, con cui gioca 9 partite in Serie B.
Nel 1957 gioca in IV Serie con il Marsala, con cui arriva al secondo posto in campionato approdando in Serie C, e l'anno successivo viene ceduto al Cosenza, con cui disputa quattro campionati di Serie C e tre di Serie B, totalizzando altre 69 presenze tra i cadetti.

## Palmarès

### Club

#### Competizioni nazionali
- Serie C: 1

Cosenza: 1960-1961